# 林家とんでん平
林家 とんでん平（はやしや とんでんへい、1952年4月13日 - ）は、日本の落語家、元政治家。札幌市議会議員（3期）。北海道小樽市出身。本名は越尾 由春（こしお よしはる）。出囃子『じんじろ』。

## 来歴
落語家を志し、小樽からリヤカーを引いて上京。
1980年8月、初代林家三平に入門。芸名の由来は入門時に初代三平から「北海道なら屯田兵だな。」と声をかけられたことにある。初代三平最後の弟子となった。9月に三平が急死したことにより兄弟子林家こん平門下に移る。
1986年2月、二ツ目昇進。
1996年3月、真打昇進。
柳家小袁治、林家ぎん平、春風亭一朝、三遊亭小金馬、柳家福治と共に勉強会「あやめ寄席」メンバーだった。
札幌市北区新琴似で「落語カフェ」を運営。毎月25から30日は「新琴似演芸場」として寄席を開催している。青森県十和田市の「とわだ演芸場」でも活動。
2023年8月29日　山形県長井市民文化会館にて『第一回　林家とんでん平・俊風亭太平楽　二人会』を開催。

## 政治家として
- 2003年、札幌市議会議員選挙（豊平区選挙区）に民主党公認で立候補し当選。当選後は厚生常任委員会副委員長などの要職を歴任する。
- 2007年、2011年の選挙と三選をはたし、2015年まで3期12年に渡り札幌市議を務めた。

## 著書
- パパラブックス 真心あかね雲 東京〜沖縄2000kmリヤカー引いて辻落語（1988年2月、TIS）
- 自分流選書 みそ豆―林家とんでん平の点訳シート付き手話落語絵本（監修・著）林家とんでん平（自分流文庫、1998年8月）
- 自分流選書 初天神―林家とんでん平の点訳シート付き手話落語絵本（監修・著）林家とんでん平（自分流文庫、1998年8月）

## 映画
- 秋桜（1997年、エースピクチャーズ）